# 1950-es atlétikai Európa-bajnokság
Az 1950-es atlétikai Európa-bajnokságot augusztus 23. és augusztus 27. között rendezték Brüsszelben, Belgiumban. Az Eb-n 34 versenyszám volt.

## Éremtáblázat
(A táblázatban a rendező nemzet és Magyarország eltérő háttérszínnel kiemelve.)
| Helyezés | Nemzet         | Arany | Ezüst | Bronz | Összesen |
| 1.       | Nagy-Britannia | 8     | 3     | 6     | 17       |
| 2.       | Szovjetunió    | 6     | 5     | 5     | 16       |
| 3.       | Franciaország  | 4     | 8     | 3     | 15       |
| 4.       | Hollandia      | 4     | 3     | 2     | 9        |
| 5.       | Olaszország    | 3     | 5     | 1     | 9        |
| 6.       | Csehszlovákia  | 3     | 0     | 3     | 6        |
| 7.       | Izland         | 2     | 1     | 0     | 3        |
| 8.       | Svédország     | 1     | 4     | 7     | 12       |
| 9.       | Finnország     | 1     | 3     | 5     | 9        |
| 10.      | Norvégia       | 1     | 0     | 0     | 1        |
| 10.      | Svájc          | 1     | 0     | 0     | 1        |
| 12.      | Ausztria       | 0     | 1     | 0     | 1        |
| 12.      | Jugoszlávia    | 0     | 1     | 0     | 1        |
| 14.      | Belgium        | 0     | 0     | 1     | 1        |
| 14.      | Törökország    | 0     | 0     | 1     | 1        |
| Összesen | Összesen       | 34    | 34    | 34    | 102      |

## Érmesek
- WR – világrekord
- CR – Európa-bajnoki rekord

### Férfi
| Versenyszám     | Arany                                                                                 | Arany      | Ezüst                                                                             | Ezüst     | Bronz                                                                          | Bronz     |
| --------------- | ------------------------------------------------------------------------------------- | ---------- | --------------------------------------------------------------------------------- | --------- | ------------------------------------------------------------------------------ | --------- |
| 100 m           | Étienne Bally · Franciaország                                                         | 10,7       | Franco Leccese · Olaszország                                                      | 10,7      | Vlagyimir Szuharev · Szovjetunió                                               | 10,7      |
| 200 m           | Brian Shenton · Nagy-Britannia                                                        | 21,5       | Étienne Bally · Franciaország                                                     | 21,8      | Jan Lammers · Hollandia                                                        | 22,1      |
| 400 m           | Derek Pugh · Nagy-Britannia                                                           | 47,3 CR    | Jacques Lunis · Franciaország                                                     | 47,6      | Lars Wolfbrandt · Svédország                                                   | 47,9      |
| 800 m           | John Parlett · Nagy-Britannia                                                         | 1:50,5 CR  | Marcel Hansenne · Franciaország                                                   | 1:50,7    | Roger Bannister · Nagy-Britannia                                               | 1:50,7    |
| 1500 m          | Wim Slijkhuis · Hollandia                                                             | 3:47,2 CR  | Patrick El Mabrouk · Franciaország                                                | 3:47,8    | Bill Nankeville · Nagy-Britannia                                               | 3:48,0    |
| 5000 m          | Emil Zátopek · Csehszlovákia                                                          | 14:03,0 CR | Alain Mimoun · Franciaország                                                      | 14:26,0   | Gaston Reiff · Belgium                                                         | 14:26,2   |
| 10 000 m        | Emil Zátopek · Csehszlovákia                                                          | 29:12,0 CR | Alain Mimoun · Franciaország                                                      | 30:21,0   | Väinö Koskela · Finnország                                                     | 30:30,8   |
| Maraton         | Jack Holden · Nagy-Britannia                                                          | 2:32:13    | Veikko Karvonen · Finnország                                                      | 2:32:45   | Fedoszij Vanyin · Szovjetunió                                                  | 2:33:47   |
| 110 m gát       | André-Jacques Marie · Franciaország                                                   | 14,6       | Ragnar Lundberg · Svédország                                                      | 14,7      | Peter Hildreth · Nagy-Britannia                                                | 15,0      |
| 400 m gát       | Armando Filiput · Olaszország                                                         | 51,9 CR    | Jurij Litujev · Szovjetunió                                                       | 52,4      | Harry Whittle · Nagy-Britannia                                                 | 52,7      |
| 3000 m akadály  | Jindřich Roudný · Csehszlovákia                                                       | 9:05,4     | Petar Šegedin · Jugoszlávia                                                       | 9:07,4    | Erik Blomster · Finnország                                                     | 9:08,8    |
| 10 km gyaloglás | Fritz Schwab · Svájc                                                                  | 46:01,8 CR | Emile Maggi · Franciaország                                                       | 46:16,8   | John Mikaelsson · Svédország                                                   | 46:48,2   |
| 50 km gyaloglás | Pino Dordoni · Olaszország                                                            | 4:40:43    | John Ljunggren · Svédország                                                       | 4:43:25   | Verner Ljunggren · Svédország                                                  | 4:49:28   |
| 4 × 100 m       | Szovjetunió · Vlagyimir Szuharev · Lev Kaljajev · Levan Szanadze · Nyikolaj Karakulov | 41,5       | Franciaország · Étienne Bally · Jacques Perlot · Yves Camus · Jean-Pierre Guillon | 41,8      | Svédország · Göte Kjellberg · Leif Christersson · Stig Danielsson · Hans Rydén | 41,9      |
| 4 × 400 m       | Nagy-Britannia · Martin Pike · Leslie Lewis · Angus Scott · Derek Pugh                | 3:10,2 CR  | Olaszország · Baldasare Porto · Armando Filiput · Luigi Paterlini · Antonio Siddi | 3:11,0    | Svédország · Gösta Brännström · Tage Ekfeldt · Rune Larsson · Lars Wolfbrandt  | 3:11,6    |
| Magasugrás      | Alan Paterson · Nagy-Britannia                                                        | 196 cm     | Arne Åhman · Svédország                                                           | 193 cm    | Claude Bénard · Franciaország                                                  | 193 cm    |
| Távolugrás      | Torfi Bryngeirsson · Izland                                                           | 732 cm     | Gerard Wessels · Hollandia                                                        | 722 cm    | Jaroslav Fikejz · Csehszlovákia                                                | 720 cm    |
| Rúdugrás        | Ragnar Lundberg · Svédország                                                          | 430 cm CR  | Valto Olenius · Finnország                                                        | 425 cm    | Juho Piironen · Finnország                                                     | 425 cm    |
| Hármasugrás     | Leonyid Scserbakov · Szovjetunió                                                      | 15,39 m CR | Valdemar Rautio · Finnország                                                      | 14,96 m   | Ruhi Sarıalp · Törökország                                                     | 14,53 m   |
| Súlylökés       | Gunnar Huseby · Izland                                                                | 16,74 m CR | Angiolo Profeti · Olaszország                                                     | 15,16 m   | Oto Grigalka · Szovjetunió                                                     | 15,14 m   |
| Diszkoszvetés   | Adolfo Consolini · Olaszország                                                        | 53,75 m CR | Giuseppe Tosi · Olaszország                                                       | 52,31 m   | Olli Partanen · Finnország                                                     | 48,69 m   |
| Gerelyhajítás   | Toivo Hyytiäinen · Finnország                                                         | 71,26 m    | Per-Arne Berglund · Svédország                                                    | 70,06 m   | Ragnar Ericzon · Svédország                                                    | 69,82 m   |
| Kalapácsvetés   | Sverre Strandli · Norvégia                                                            | 55,71 m    | Teseo Taddia · Olaszország                                                        | 54,73 m   | Jiří Dadák · Csehszlovákia                                                     | 53,64 m   |
| Tízpróba        | Ignace Heinrich · Franciaország                                                       | 7364 pont  | Örn Clausen · Izland                                                              | 7297 pont | Kjell Tånnander · Svédország                                                   | 7175 pont |

### Női
| Versenyszám   | Arany                                                                      | Arany      | Ezüst                                                                                | Ezüst     | Bronz                                                                                        | Bronz     |
| ------------- | -------------------------------------------------------------------------- | ---------- | ------------------------------------------------------------------------------------ | --------- | -------------------------------------------------------------------------------------------- | --------- |
| 100 m         | Fanny Blankers-Koen · Hollandia                                            | 11,7 CR    | Jevgenyija Szecsenova · Szovjetunió                                                  | 12,3      | June Foulds · Nagy-Britannia                                                                 | 12,4      |
| 200 m         | Fanny Blankers-Koen · Hollandia                                            | 24,0       | Jevgenyija Szecsenova · Szovjetunió                                                  | 24,8      | Dorothy Hall · Nagy-Britannia                                                                | 25,0      |
| 80 m gát      | Fanny Blankers-Koen · Hollandia                                            | 11,1 CR    | Maureen Gardner · Nagy-Britannia                                                     | 11,6      | Micheline Ostermeyer · Franciaország                                                         | 11,7      |
| 4 × 100 m     | Nagy-Britannia · Elspeth Hay · Jean Desforges · Dorothy Hall · June Foulds | 47,4       | Hollandia · Xenia Stad-de Jong · Bertha Brouwer · Gré de Jongh · Fanny Blankers-Koen | 47,4      | Szovjetunió · Jelena Gokieli · Szofija Malscsina · Sonya Ducsszovics · Jevgenyija Szecsenova | 47,5      |
| Magasugrás    | Sheila Lerwill · Nagy-Britannia                                            | 163 cm     | Dorothy Tyler-Odam · Nagy-Britannia                                                  | 163 cm    | Galina Ganeker · Szovjetunió                                                                 | 163 cm    |
| Távolugrás    | Valentyina Bogdanova · Szovjetunió                                         | 582 cm     | Wilhelmine Lust · Hollandia                                                          | 563 cm    | Maire Osterdahl · Finnország                                                                 | 557 cm    |
| Súlylökés     | Anna Andrejeva · Szovjetunió                                               | 14,32 m CR | Klavgyija Tocsenova · Szovjetunió                                                    | 13,92 m   | Micheline Ostermeyer · Franciaország                                                         | 13,37 m   |
| Diszkoszvetés | Nyina Dumbadze · Szovjetunió                                               | 48,03 m CR | Rimma Sumszkaja · Szovjetunió                                                        | 42,25 m   | Edera Cordiale · Olaszország                                                                 | 41,57 m   |
| Gerelyhajítás | Natalja Szmirnickaja · Szovjetunió                                         | 47,55 m CR | Herma Bauma · Ausztria                                                               | 43,87 m   | Galina Zibina · Szovjetunió                                                                  | 42,75 m   |
| Ötpróba       | Arlette Ben Hamo · Franciaország                                           | 3204 pont  | Bertha Crowther · Nagy-Britannia                                                     | 3048 pont | Olga Modrachová · Csehszlovákia                                                              | 3026 pont |